# Мелісса Ауф дер Маур
Мелісса Габоріо Ауф дер Маур (/ˌɔːf dər ˈmaʊər/; нар. 17 березня 1972) — канадська музикантка.
Ауф дер Маур почала виступати в 1993 році після створення інді-рок-гурту Tinker, будучи студенткою університету Конкордія. Влітку 1994 року вона була залучена басисткою до американської альтернативної рок-групи Hole і брала участь у створенні кількох релізів, включаючи альбом Celebrity Skin (1998). Після того, як вона пішла з Hole у 1999 році, Ауф дер Маур ненадовго приєдналася до The Smashing Pumpkins як учасниця гастролів їхнього туру 2000 року, після чого розпочала сольну кар'єру; її дебютний студійний альбом Auf der Maur був випущений у 2004 році на Capitol Records, а її другий альбом, Out of Our Minds, було випущено у 2010 році на її власному незалежному лейблі PHI–MAdM Music. Вона також співпрацювала з Indochine, Руфусом Вейнрайтом, Ріком Оказеком і Neverending White Lights.
Ауф дер Маур також є фотографинею і актрисою. Її фотографії було опубліковано в National Geographic і виставлено на Сотбі. Вона знімалась у фільмах «Як влаштувати найжорстокіший місяць» (1998) і «За межею» (2003). У рамках свого мультидисциплінарного проєкту Out of Our Minds 2009-го року вона створила альбом, сингл, фільм і комікс, а також виступила у ролі продюсерки фільмів і записів, працюючи разом зі своїм чоловіком, режисером Тоні Стоуном. Стоун і Ауф дер Маур є креативними директорами та власниками Basilica Hudson, мистецького центру в Гудзоні, Нью-Йорк.
VH1 поставив Ауф дер Маур на номер 68 у списку 100 найкращих жінок рок-н-ролу в 2007 році, а її сольні альбоми отримали схвальні відгуки.

## Раннє життя
Ауф дер Маур народилась у Монреалі, Квебек, у родині журналіста й політика Ніка Ауф дер Маура та журналістки й перекладачки літератури Лінди Габоріо. Родина батька Ауф дер Маур була швейцарсько-німецького походження, а її матері — європейсько-американського. Габоріо народилася в Бостоні, штат Массачусетс, США, у результаті чого вона має подвійне канадсько-американське громадянство. Прізвище Auf der Maur перекладається українською як «на стіні», оскільки «maur» походить від німецького слова «стіна» (die Mauer). Вона казала, що її бабуся, Тереза Шелін-Ауф дер Маур, «завжди вбивала спадщину мені в голову, нагадуючи мені, що я одна з останніх людей в Північній Америці, які носять це прізвище».
Ауф дер Маур не бачила свого батька, доки їй не виповнилося три роки. Габоріо зателефонувала Ніку Ауф дер Мауру після того, як дочка почала розпитувати її про батька. Розмірковуючи про цю зустріч, Ауф дер Маур сказала: «[мій батько] зрозумів, що моя мати Лінда була коханням усього його життя, тому що вона подарувала йому можливість зустрітися зі мною у без жодних вимог. Він шалено закохався в неї [і] добивався її два роки». Ауф дер Мор і Габоріо одружилися в 1978 році, коли Мелісі було шість років, а розлучилося в 1979, після чого Ауф дер Маур подорожувала всім світом зі своєю матір'ю. Частину дитинства Ауф дер Маур провела перебуваючи у «цирковому каравані у Вельсі, червоній поштовій вантажівці в Марокко та хатині в Кенії» зі своєю мамою. Під час свого перебування в Кенії вона пережила три припадки малярії та повернулася до Монреаля.
У Монреалі Ауф дер Маур відвідувала школу Fine Arts Core Education (FACE) і Moving in New Directions (MIND) — обидві є школами альтернативної освіти. У FACE вона співала у класичному хорі, а в MIND вона була «частиною невеликої англійської еліти», де вона стала подругами з дочкою Леонарда Коена, Лоркою та Руфусом Вейнрайтом. У школі вона зацікавилася фотографією, а потім вступила в університет Конкордії, де навчалася на спеціальності фотографії в 1994 році. У Конкордії, у віці 19 років Ауф дер Маур почала працювати неповний робочий день як диджей у Bifteck, відомому рок-клубі, де вона познайомилася з кількома музикантами, як, наприклад, Стівом Дюраном.

## Музична кар'єра

### 1993—1994: Tinker
Під час роботи диджеєм у Bifteck Ауф дер Маур познайомилася зі студентом університету Конкордія, Стівом Дюраном, з яким у листопаді 1993 року заснувала гурт Tinker. Дюран взяв на себе обов'язки гітариста, а Ауф дер Маур почала грати на бас-гітарі Fender Precision Bass, яку подарував її батько на 21-й день народження. Дует найняв барабанщика, а також другого гітариста, Джордона Задорожного, і почав виступати на монреальських майданчиках.
Під час виступу Smashing Pumpkins у Les Foufounes Électriques у 1991 році Ауф дер Маур подружилася з вокалістом і гітаристом Біллі Корганом. Під час виступу сусід по кімнаті Ауф дер Маур всіляко їх переривав, а після кинув пляшку пива на сцену, що призвело до «бійки кулаками» між ним і Корганом. Після чого Мелісса підійшла до Біллі і сказала: «Я хотіла б вибачитися від імені Монреаля. Ви мій новий улюблений гурт».
Ауф дер Маур і Корган стали друзями за листуванням. Після кількох місяців без виходу на зв'язок, Ауф дер Маур надіслала листа Коргану з проханням, щоб Tinker виступили для The Smashing Pumpkins під час їхнього наступного туру в Монреалі. Корган прийняв її прохання, і Tinker мали наймасштабніше шоу в їхній кар'єрі перед 2500 людьми, виступивши на розігріві для The Smashing Pumpkins в Métropolis 30 листопада 1993 року. Корган, згадувала Ауф дер Маур, «поплескав мене по спині. Він сказав: «Ти й справді гарна бас-гітаристка. Колись ти будеш у моїй групі.» Це було ніби здійснення мрії — підвищення впевненості, якого я так потребувала».
Tinker мали коротку кар'єру, випустивши два платівкові сингли — «Realalie» і «Green Machine» на незалежному лейблі Bear Records у 1994 році. Група розпалася влітку 1994 року після того, як Ауф дер Маур прийняла запрошення Кортні Лав стати басисткою альтернативного рок-гурту Hole, від якого вона спочатку відмовилася: «Біллі подзвонив мені і сказав: «Наступного тижня я їхатиму через місто на Lollapalooza [1994 року]. Але у мене є чудова новина — ти приєднуєшся до групи моєї подруги Кортні.» Так все і почалося… Протягом тижня всі друзі дзвонили мені і питали: «Ти з глузду з'їхала?»…Тоді Кортні дізналася мій номер телефону і здивувалася: «Про що ти взагалі? Ти не хочеш бути в моїй групі? Ти завтра ж сядеш на літак до Сіетла». Я так і зробила. Вони з Петті прийшли забрати мене з аеропорту, і вона була дуже кумедною та милою.»

### 1994—1999: Hole
Влітку 1994 року Hole була в пошуках нового басиста після смерті Крістен Пфафф. Про те, чому спочатку вона хотіла відхилити пропозицію Лав, Ауф дер Маур згадувала: «Я сказала ні, тому що це здавалося дуже сумним сценарієм…», називаючи смерть Пфафф «червоним прапором» і причиною не приєднуватися до групи. Після зустрічі з Кортні і барабанщицею Патті Шемель, Ауф дер Маур сказала, що відчула «спалах долі» і прийняла пропозицію. Вона отримала ступінь бакалавра образотворчого мистецтва (B.F.A.) у Конкордії і стала басисткою у Hole за два тижні до їх виступу на фестивалі Редінг у 1994 році. «Лу Барлоу та Еван Дандо дивилися збоку сцени», — згадувала вона. "Я, ймовірно, навіть не рухалась. Я лише повторювала собі: «Поки я виконую свої частини правильно, все буде добре».
З 1994 по 1995 рік Ауф дер Маур гастролювала всім світом з Hole на підтримку їх другого студійного альбому Live Through This (1994). Під час туру гітарист Ерік Ерландсон описав Ауф дер Маур як людину, яка «приносила сонячне світло до гурту» у «темну та сіру» атмосферу туру, яка була такою через нещодавні втрати гурту — зокрема смерть Пфафф та чоловіка Лав — Курта Кобейна, а також залежність Лав від наркотиків. Ауф дер Маур подружилась з Петті Шемель і орендувала з нею будинок після дворічного туру. Дует розпочав сторонній проєкт Constant Comment та випустив сингл із Red Aunts на Sympathy for the Record Industry. Ауф дер Маур казала, що її дружба та музична сумісність з Шемель існувала через «особливий зв'язок рудоволосих»; Шемель називала Ауф дер Маур своїм «якорем» у період після смерті Пфафф і Кобейна.
Ауф дер Маур брала участь у різних релізах гурту Hole, включаючи неальбомний сингл 1996 року «Gold Dust Woman» і в різних концертних треках на My Body, the Hand Grenade (1997). Вона записала разом з гуртом їх третій студійний альбом, Celebrity Skin (1998), граючи на басі та будучи співавторкою 5 з 12 пісень. Альбом Celebrity Skin мав великий критичний і комерційний успіх; він посів 9 місце в американському чарті Billboard 200 і 3 місце у канадському чарті альбомів, а сингл Celebrity Skin досяг 1 місця в чарті Billboard Modern Rock Tracks. З того часу він був платиновим як у США, так і в Канаді. Після туру на підтримку його випуску Ауф дер Маур залишила Hole у жовтні 1999 року, оскільки її п'ятирічний контракт із гуртом закінчився, і вона хотіла «розвиватися у багатьох різних напрямках».
У червні 2009 року NME повідомило, що Hole відновлює свою діяльність. Лав стверджувала, що Ауф дер Маур знову приєднається як басистка для запису майбутнього альбому Hole — Nobody's Daughter і виступить у турі на його підтримку. Ауф дер Маур заявила, що була «здивована і розчарована» оголошенням і не мала наміру брати участь у відновленому гурті. Незважаючи на кілька юридичних проблем, Nobody's Daughter був випущений як четвертий студійний альбом Hole у квітні 2010 року з Шоном Дейлі, який замінив Ауф дер Маур на посаді басиста.
Hole знову возз'єдналися у складі учасників часів запису Celebrity Skin — Лав, Ерландсон, Ауф дер Маур і Шемель — для одноразового виступу на Public Assembly в Брукліні, Нью-Йорк, 12 квітня 2012 року на вечірці після показу фільму Шемель «Hit So Hard» (2011). На початку концерту Ерландсон, Ауф дер Маур і Шемель виступали втрьох, поки Лав не прибула для спонтанного виконання «Miss World» і «Over the Edge». У квітні 2014 року The Quietus повідомили, що четверо учасників возз'єдналися, хоча в наступних інтерв'ю Лав уникала розмов про неминуче возз'єднання. У квітні 2016 року Ауф дер Маур заявила в інтерв'ю, що у неї більше немає часу чи сил на повноцінне возз'єднання, але вона була б зацікавлена в тому, щоб завершити історію гурту випуском ретроспективного диску і кількома концертами.

### 1999—2000: The Smashing Pumpkins
Басистка Smashing Pumpkins Дарсі Рецкі покинула групу у вересні 1999 року під час запису п'ятого студійного альбому групи Machina/The Machines of God (2000). У жовтні 1999 року Ауф дер Маур завербував як її заміну Біллі Корган, з яким вона дружила ще з часів перебування в Tinker and Hole. «Кортні знала, що я йду з групи, щоб створити свій сольний проєкт», — пояснила вона. «Але за випадковим збігом обставин тиждень, коли я пішла з Hole, співпав з тижнем, коли Дарсі покинула Pumpkins. Тож за тиждень Біллі подзвонив мені і сказав: «Зірки зійшлися: ось і настав твій час приєднатися до групи». Я не могла відмовити».
Ауф дер Маур не грала ні в Machina/The Machines of God, ні в Machina II/The Friends & Enemies of Modern Music (2000), оскільки решту басу Рецкі під час запису взяв на себе Корган, але вона грала з Pumpkins під час туру Machina з грудня 1999 року по грудень 2000 року. Тур охоплював Північну Америку, Японію, Європу та Південну Африку і був описаний Ауф дер Мауром як «дуже амбітний». Згадуючи про тур, вона сказала: «вони завжди змінювали аранжування та тональність пісень. Робоча етика Pumpkins така насичена й така вимоглива… приєднання [до гурту] було просто напруженою роботою, усе було більше про роботу, ніж про емоційний досвід». Вона виступала на різних шоу, включаючи фінальний телевізійний виступ групи на The Tonight Show з Джеєм Лено та фінальний виступ групи в Cabaret Metro в Чикаго 2 грудня 2000 року, а також з'являлася в музичних відео гурту. Smashing Pumpkins розпалися наприкінці 2000 року.
У лютому 2006 року MTV повідомило, що Корган і барабанщик Джиммі Чемберлін підписали нову угоду про управління з Azoff Management, при цьому прес-секретар підтвердив, що вони підписали контракт під псевдонімом The Smashing Pumpkins. У свою чергу Ауф дер Маур заявила в окремому інтерв'ю, що «поки Біллі має Джиммі, я впевнена, він може зробити головний запис Pumpkins», а коли її запитали щодо її можливого повернення, відповіла, що не планує брати участь у возз'єднанні, але зазначила, що вона «завжди до їхніх послуг та готова зіграти [її] улюблені пісні. Якщо Дарсі не зможе взяти участь, я завжди рада бути другою у черзі». Незважаючи на її попередній інтерес і відсутність Рецкі, у квітні 2007 року газета The Globe and Mail повідомила, що Ауф дер Маур підтвердила, що вона не збирається знову приєднуватися до The Smashing Pumpkins.

### 2002—2003: The Chelsea і Hand of Doom
У 2002 році Ауф дер Маур створила короткий проєкт з колишньою барабанщицею Hole Самантою Мелоні, Peaches, Пазом Лечантіном і Radio Sloan. Прийнявши назву The Chelsea на честь готелю Chelsea у Нью-Йорку, де Ауф дер Маур жила кілька років, група дала один концерт у Spaceland у Лос-Анджелесі, штат Каліфорнія, у лютому, на якому прозвучали оригінальні пісні групи та кавер-версії інших. Шоу включило у себе кавер-версією «Gates of Steel» Devo та переспівами ранніх пісень Ауф дер Маур, що входили до її дебютного студійного альбому, але було погано сприйнято через «недостатню підготовку». Пізніше Кортні Лав обрала The Chelsea своїм гуртом підтримки, а також найняла Мелоні та Слоуна під час гастролей для свого дебютного студійного альбому America's Sweetheart (2004).
Пізніше того ж року Ауф дер Маур створила Hand of Doom, кавер-групу на Black Sabbath, у якій вона була вокалісткою. До гурту увійшли басистка Моллі Стерн, барабанщик Педро Яновіц, турнтейбліст Джої Гарфілд і гітарист Гай Стівенс. У березні гурт почав виступати з концертами у відомих місцях Лос-Анджелеса, включаючи Whisky a Go Go, The Troubador і The Viper Room, і випустив «живий» альбом Live in Los Angeles (2002), що складається із записів з різних виступів. Альбом отримав теплі відгуки, а автор AllMusic Бредлі Торреано описав його як «веселу, заводну та дивно чуттєву» платівку, додавши, що «сама Ауф дер Мор є ключовою частиною альбому». Називаючи себе «арт-караоке», Hand of Doom виступали в Північній Америці з літа 2002 року до їхнього розпаду в 2003 році.

### 2004—2010: Сольна кар'єра
Повернувшись до Монреаля в 2001 році після розпаду The Smashing Pumpkins, Ауф дер Маур не була впевнена, чи варто їй продовжувати музичну кар'єру. В інтерв'ю Jam! вона сказала, що її «стосунки з музикою стали дуже схожими на армію. Я була працьовитою солдаткою, але ніколи не отримувала достатнього задоволення від музики. Я не знала, чи здобуде успіху мій власний запис». Наприкінці 2001 року, знайшовши у себе вдома старі демо-записи, Ауф дер Маур вирішила продовжити сольну кар'єру після того, як «усвідомила, що [у неї] є матеріал на цілий альбом, який роками лежав без діла».
Дебютний студійний альбом Ауф дер Маур, записаний з 2001 по 2003 роки в різних студіях США та Канади, був випущений у лютому 2004 року на Capitol Records. Альбом продюсувався разом з Крісом Госсом, фінансувала сеанси запису сама Ауф дер Маур, оскільки на момент запису вона не підписала контракт із звукозаписним лейблом, а під час пост-продакшну її бюджет вичерпався, і вона не змогла звести альбом. Незабаром після цього вона прийняла контракт на запис від Capitol і випустила Auf der Maur, отримавши «загалом схвальні відгуки», згідно з Metacritic. Сингли альбому — «Followed the Waves», «Real a Lie» і «Taste You» — мали помірний успіх у Сполученому Королівстві, потрапивши до 40 найкращих британських сингл-чартів. Станом на 2010 рік було продано 200 000 копій альбому Auf der Maur у всьому світі.
У 2007 році в інтерв'ю Білборд Ауф дер Маур оголосила, що вона закінчила запис свого другого студійного альбому, його буде випущено в рамках мультидисциплінарного проєкту, у який входять концептуальний фільм, альбом і комікс, які будуть готовими восени 2009 року. Офіційний вебсайт, що містить тизери проєкту, а також трейлер фільму, був запущений у серпні 2007 року та містив регулярний блог, який оновлювала Ауф дер Маур, документуючи різні етапи проєкту. Після суперечок із Capitol та «втягнення в бюрократичну тяганину», яке затримало випуск проєкту, Ауф дер Маур залишила лейбл, щоб забезпечити творчий контроль і випустити свою музику на «власних умовах».
Мініальбом під назвою … This Would Be Paradise був випущений у листопаді 2008 року для завантаження на iTunes. Мініальбом із трьох треків було створено на Urbanited Music, незалежному звукозаписному лейблі, що базується в Нідерландах. Він був випущений під скороченим іменем Ауф дер Маур — MAdM, яке вона використовувала для всіх наступних релізів. Після випуску міні-альбому Мелісса відправилась у коротке турне Канадою та Північною Європою, на якому вона вперше виступила наживо після туру на підтримку Auf der Maur у 2004 та 2005 роках.
Наприкінці 2009 року Ауф дер Маур випустила сингл «Out of Our Minds» і мініальбом OOOM. Сингл було випущено для безкоштовного завантаження на її офіційному сайті; і сингл, і мініальбом були випущені самостійно на PHI–MAdM Music Inc., її власному звукозаписному лейблі, частині монреальської PHI Center Group. Ауф дер Маур також підписала угоду про міжнародну дистрибуцію з Roadrunner Records, яка випускала релізи за межами Північної Америки. Її другий студійний альбом, також під назвою Out of Our Minds, вийшов у березні 2010 року в рамках проекту OOOM. Незважаючи на потрапляння у чарти Франції, Греції, Іспанії та Великобританії, альбом отримав змішані відгуки. Однак у січні 2011 року Out of Our Minds переміг у номінації на найкращий інді/альтернативний/хард-роковий альбом на Independent Music Awards. Восени 2011 року Ауф дер Маур пішла в декретну відпустку.

### Інші види співпраці
У 1997 році Ауф дер Маур коротко гастролювала з колишнім фронтменом The Cars Ріком Окесіком після того, як взяла участь у записі басу та бек-вокалу для його сольного альбому Troublizing 1997 року. Вона працювала з французькою групою Indochine над піснею «Le Grand Secret», заспівавши дует французькою з Ніколя Сіркісом, після чого отримала велике визнання у Франції. Ауф дер Маур кілька разів виконувала пісню разом з гуртом на сцені, а також знялась у музичному кліпі на неї. Вона виконала ексклюзивний короткий акустичний концерт із деяких своїх сольних пісень під час шоу Indochine у Парижі, 22 лютого 2002 року. Ауф дер Маур була басисткою та бек-вокалісткою в альбомі Poses друга дитинства Руфуса Вейнрайта та з'явилась у його відео 1998 року «April Fools». У 2008 році вона співпрацювала з канадським музикантом Деніелом Віктором у його музичному проєкті Neverending White Lights. Вони записали пісню «The World is Darker», відео на яку було випущено в березні 2008 року. Окрім цього, вона брала участь в альбомах таких виконавців та груп, як Райан Адамс, Бен Лі, Idaho, The Stills і Fountains of Wayne.
У 2007 році Ауф дер Маур з'явилась в альбомі Fountains of Wayne — Traffic and Weather, співаючи на супроводі у пісні «Someone to Love».

## Фотографія
Коли її запросили приєднатися до Hole у 1994 році, Ауф дер Маур вивчала фотографію, спеціалізуючись на автопортреті в університеті Конкордія. Її фотографії були опубліковані в Nylon, Bust, Mastermind, National Geographic, American Photo, Creem та інших журналах. Її фотографії також були представлені на виставці The Kids are Alright у Сотбіс, Нью-Йорку, разом із фотографіями Олени Ємчук.
У 2001 році вона організувала персональну виставку під назвою «Канали», показуючи кадри зі свого життя в дорозі, де повторюваною темою виступало телебачення та фотографії екранів телевізорів у готелях, звідки й з'явилась назва «Канали». Вона була відкрита 9 вересня 2001 року в Бруклінській секретній галереї, але була закрита після терактів 11 вересня. Виставку знову побачили в O Patro Vys, Монреаль, у травні 2006 року.

## Інше
У 2010 році вона разом із незалежним кінорежисером Тоні Стоуном заснувала Basilica Hudson, історичну пам'ятку в Гудзоні, штат Нью-Йорк, перетворену на місце проведення мистецтва та вистав.

## Особисте життя
Ауф дер Маур одружена з інді-режисером Тоні Стоуном. У них є донька, яка народилася в жовтні 2011 року. Подружжя володіє Basilica Hudson, мистецьким центром у Гудзоні, Нью-Йорк.
Згідно з інтерв'ю 2023 року, Мелісса також мала стосунки з Дейвом Гролом між 1999 і 2001 роками.
Зведений брат Ауф дер Маур — архітектор Ів де Фонтене.

## Дискографія
- Auf der Maur (2004)
- Out of Our Minds (2010)